# What Price Porky
What Price Porky est un cartoon réalisé par Bob Clampett, sorti en 1938.
Il met en scène Porky Pig et Daffy Duck.